# 小島博
小島 博（こじま ひろし、1938年（昭和13年）1月27日 - ）は、日本のフィールドホッケー選手。1960年ローマオリンピックで男子トーナメントに出場した。 